# ザ・プラチナム・コレクション
「ザ・プラチナム・コレクション」（"The Platinum Collection"）はイギリスのバンド、 テイク・ザットのボックス・セットである。彼らの4枚目のスタジオ・アルバムである『ビューティフル・ワールド』と同日に発売された。
このアルバムはバンドの初期アルバムである『テイク・ザット&パーティ』『エヴリシング・チェンジズ』『ノーバディ・エルス』の三枚のエキスパンデッド・エディションが収められている。
プロモーションをほとんどしなかったため、アルバムチャートに印象を残すことはなかった。全英チャートでは127位が最高位で、初週売上は5000枚であった。

## トラックリスト
ディスク1 – テイク・ザット&パーティ
| #   | タイトル                                                                       | 作詞・作曲                               | リード・ボーカル     | 時間 |
| --- | ------------------------------------------------------------------------------ | ---------------------------------------- | -------------------- | ---- |
| 1.  | 「アイ・ファウンド・ヘヴン」                                                   | ビリー・グリフィン、イアン・レヴィーン   | ロビー・ウィリアムズ | 4:01 |
| 2.  | 「愛を知る時」                                                                 | ゲイリー・バーロウ                       | ゲイリー・バーロウ   | 3:43 |
| 3.  | 「イット・オンリー・テイクス・ア・ミニット」                                   | ブライアン・ポッター、デニズ・ランバート | ゲイリー・バーロウ   | 3:46 |
| 4.  | 「ミリオン・ラヴ・ソングス」                                                   | ゲイリー・バーロウ                       | ゲイリー・バーロウ   | 3:52 |
| 5.  | 「サティスファイド」                                                           | ゲイリー・バーロウ                       | ゲイリー・バーロウ   | 4:29 |
| 6.  | 「アイ・キャン・メイク・イット」                                               | ゲイリー・バーロウ                       | ゲイリー・バーロウ   | 4:10 |
| 7.  | 「ドゥ・ホワット・ユー・ライク」                                               | ゲイリー・バーロウ、レイ・ヘッジス       | ゲイリー・バーロウ   | 3:06 |
| 8.  | 「プロミス」                                                                   | ゲイリー・バーロウ、グラハム・スタック   | ゲイリー・バーロウ   | 3:34 |
| 9.  | 「いつも二人で」(オーケストラ・ヴァージョン)                                   | ゲイリー・バーロウ                       | ゲイリー・バーロウ   | 4:12 |
| 10. | 「ネヴァー・ウォント・トゥー・レット・ユー・ゴー」(ニュー・スタジオ・ミックス) | ゲイリー・バーロウ                       | ゲイリー・バーロウ   | 4:56 |
| 11. | 「ギヴ・グッド・フィーリング」                                                 | ゲイリー・バーロウ                       | ゲイリー・バーロウ   | 4:23 |
| 12. | 「恋はマジック」(オリジナル・ヴァージョン)                                     | バリー・マニロウ                         | ロビー・ウィリアムズ | 4:24 |
| 13. | 「テイク・ザット・アンド・パーティ」                                           | ゲイリー・バーロウ、レイ・ヘッジス       | ゲイリー・バーロウ   | 2:54 |
| 14. | 「ウェイティング・アラウンド」                                                 | ゲイリー・バーロウ                       | ゲイリー・バーロウ   | 2:56 |
| 15. | 「ハウ・キャン・イット・ビー」                                                 | ゲイリー・バーロウ                       | ゲイリー・バーロウ   | 4:03 |
| 16. | 「ゲス・フー・テイステッド・ラヴ」                                             | ゲイリー・バーロウ                       | ロビー・ウィリアムズ | 5:21 |

Disc 2 – エヴリシング・チェンジズ
| #   | タイトル                                                                                  | 作詞・作曲                                                                                   | リード・ボーカル                         | 時間 |
| --- | ----------------------------------------------------------------------------------------- | -------------------------------------------------------------------------------------------- | ---------------------------------------- | ---- |
| 1.  | 「エヴリシング・チェンジズ」                                                              | ゲイリー・バーロウ、キャリー・ベイリス、エリオット・ケネディ、マイケル・ワード               | ロビー・ウィリアムズ                     | 3:34 |
| 2.  | 「プレイ」                                                                                | ゲイリー・バーロウ                                                                           | ゲイリー・バーロウ                       | 3:45 |
| 3.  | 「ウェイスティング・マイ・タイム」                                                        | ゲイリー・バーロウ                                                                           | ゲイリー・バーロウ                       | 3:45 |
| 4.  | 「リライト・マイ・ファイア」                                                              | ダン・ハートマン                                                                             | ゲイリー・バーロウ                       | 4:11 |
| 5.  | 「ラヴ・エイント・ヒア・エニモア」                                                        | ゲイリー・バーロウ                                                                           | ゲイリー・バーロウ                       | 3:49 |
| 6.  | 「イフ・ディス・イズ・ラヴ」                                                              | ハワード・ドナルド、デイヴ・ジェームズ                                                       | ハワード・ドナルド                       | 3:56 |
| 7.  | 「ホワットエヴァー・ユー・ドゥ・トゥー・ミー」                                            | ゲイリー・バーロウ                                                                           | ゲイリー・バーロウ                       | 3:44 |
| 8.  | 「ミーニング・オブ・ラヴ」                                                                | ゲイリー・バーロウ                                                                           | ゲイリー・バーロウ                       | 3:46 |
| 9.  | 「いつも二人で」(エヴリシング・チェンジズ ヴァージョン)                                   | ゲイリー・バーロウ                                                                           | ゲイリー・バーロウ                       | 3:37 |
| 10. | 「ユー・アー・ザ・ワン」                                                                  | ゲイリー・バーロウ                                                                           | ゲイリー・バーロウ                       | 3:47 |
| 11. | 「アナザー・クラック・イン・マイ・ハート」                                                | ゲイリー・バーロウ                                                                           | ゲイリー・バーロウ                       | 3:46 |
| 12. | 「ブロークン・ユア・ハート」                                                              | ゲイリー・バーロウ                                                                           | ゲイリー・バーロウ                       | 3:46 |
| 13. | 「ベイブ」                                                                                | ゲイリー・バーロウ                                                                           | マーク・オーエン                         | 4:51 |
| 14. | 「No Si Aqui No Hay Amor」("ラヴ・エイント・ヒア・エニモア" - スパニッシュ・ヴァージョン) | ゲイリー・バーロウ                                                                           | ゲイリー・バーロウ                       | 3:55 |
| 15. | 「ザ・パーティ・リミックス」                                                              | ゲイリー・バーロウ、デニス・ポッター、ブライアン・ランバート、バリー・マニロウ、アンダーソン | ゲイリー・バーロウ、ロビー・ウィリアムズ | 7:16 |
| 16. | 「オール・アイ・ウォント・イズ・ユー」                                                    | ゲイリー・バーロウ                                                                           | ゲイリー・バーロウ                       | 3:21 |
| 17. | 「ベイブ」(リターン・リミックス)                                                          | ゲイリー・バーロウ                                                                           | マーク・オーエン                         | 4:55 |

Disc 3 – ノーバディ・エルス
| #   | タイトル                                       | 作詞・作曲                                                 | プロデューサー                                                         | 時間 |
| --- | ---------------------------------------------- | ---------------------------------------------------------- | ---------------------------------------------------------------------- | ---- |
| 1.  | 「シュア」                                     | ゲイリー・バーロウ、マーク・オーエン、ロビー・ウィリアムズ | ブラザーズ・イン・リズム                                               | 3:42 |
| 2.  | 「バック・フォー・グッド」                     | ゲイリー・バーロウ                                         | ゲイリー・バーロウ、クリス・ポーター,                                  | 4:02 |
| 3.  | 「エヴリ・ガイ」                               | ゲイリー・バーロウ                                         | ブラザーズ・イン・リズム, ゲイリー・バーロウ                           | 3:59 |
| 4.  | 「サンデイ・トゥー・サタデイ」                 | ゲイリー・バーロウ、ハワード・ドナルド、マーク・オーエン   | ブラザーズ・イン・リズム、ゲイリー・バーロウ                           | 5:03 |
| 5.  | 「ノーバディ・エルス」                         | ゲイリー・バーロウ                                         | ゲイリー・バーロウ、クリス・ポーター                                   | 5:48 |
| 6.  | 「ネヴァー・フォーゲット」                     | ゲイリー・バーロウ                                         | ブラザーズ・イン・リズム、デイヴィッド・ジェームズ、ジム・スタインマン | 5:12 |
| 7.  | 「ハンギング・オントゥ・ユア・ラヴ」           | ゲイリー・バーロウ、デイヴィッド・モラレス                 | デイヴィッド・モラレス                                                 | 4:09 |
| 8.  | 「ホールディング・バック・ザ・ティアーズ」     | ゲイリー・バーロウ                                         | ブラザーズ・イン・リズム、ゲイリー・バーロウ                           | 5:29 |
| 9.  | 「ヘイト・イット」                             | ゲイリー・バーロウ                                         | ブラザーズ・イン・リズム、ゲイリー・バーロウ                           | 3:41 |
| 10. | 「レディ・トゥナイト」                         | ゲイリー・バーロウ                                         | ブラザーズ・イン・リズム、ゲイリー・バーロウ                           | 4:37 |
| 11. | 「ザ・デイ・アフター・トゥモロー」             | ゲイリー・バーロウ                                         | ゲイリー・バーロウ、クリス・ポーター                                   | 4:53 |
| 12. | 「シュア」(フル・プレッシャー・ミックス)       | ゲイリー・バーロウ、マーク・オーエン、ロビー・ウィリアムズ | ブラザーズ・イン・リズム                                               | 5:37 |
| 13. | 「バック・フォー・グッド」(アーバン・ミックス) | ゲイリー・バーロウ                                         | ゲイリー・バーロウ、クリス・ポーター                                   | 4:00 |
| 14. | 「エヴリ・ガイ」(ライヴ・ヴァージョン)         | ゲイリー・バーロウ                                         | ブラザーズ・イン・リズム、ゲイリー・バーロウ                           | 5:36 |